# Вилсон (Северна Каролина)
Вилсон (енгл. Wilson) град је у америчкој савезној држави Северна Каролина.

## Демографија
По попису из 2010. године број становника је 49.167, што је 4.762 (10,7%) становника више него 2000. године.
| Група             | 2000.          | 2010.          |
| Белци             | 19.479 (43,9%) | 19.820 (40,3%) |
| Афроамериканци    | 21.106 (47,5%) | 23.530 (47,9%) |
| Азијати           | 257 (0,6%)     | 594 (1,2%)     |
| Хиспаноамериканци | 3.237 (7,3%)   | 4.606 (9,4%)   |
| Укупно            | 44.405         | 49.167         |